# Maison de Mauquenchy
La maison de Mauquenchy, de Normandie, est une ancienne famille éteinte qui a formé sept degrés. On trouve sa généalogie dans l'Histoire des Grands Officiers de la Couronne (tome VI, p. 757)
.

## Principaux membres
- Durand de Mauquenchy, seigneur de Blainville en 1180, passe pour être la souche de cette famille[2]. De lui est descendu, au septième degré :

- Jean IV de Mauquenchy, dit Mouton de Mauquenchy, sire de Blainville, maréchal de France, qui fut le dernier de cette maison. II a épousé Jeanne Malet, seconde fille de Jean, IIe du nom, sire de Graville, etc., et d'Anne, alias Jeanne de Wavrin, de laquelle il n'eut que 2 enfants :

- Moutonnet, mort en 1369 et inhumé dans l'église de Blainville.

- Jeanne, dame de Blainville, mariée dès l'an 1372, à Nicolas (dit Collard) d'Estouteville, seigneur de Torcy, etc., dont elle fut la première femme, et eut plusieurs enfants.

## Armes
- Selon le Folio 47v de l'Armorial de Gelre : D'azur, à la croix d'argent, brochante sur-le-tout, semé de croisettes recroisetées d'or
- Selon La Chesnaye-Desbois : D'azur, à la croix d'argent, cantonnée de 20 croisettes, au pied fiché d'or[2].
- Supports : deux lions.
- Cimier : un bélier ou mouton. Un des sceaux de Jean IV de Mauquenchy a pour supports : deux sauvages nus, l'un sur un lion et l'autre sur un bœuf, et pour cimier : un bœuf passant[2].